# ヴェクサシオン
『ヴェクサシオン』（Vexations）は、エリック・サティが作曲したピアノ曲である。

## 概要

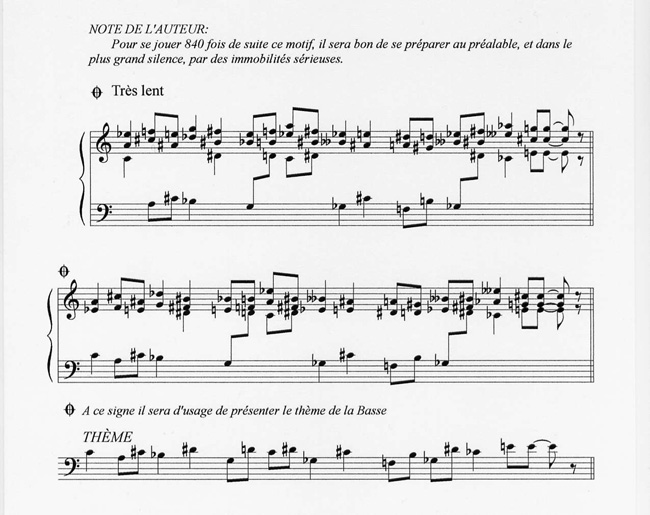
『ヴェクサシオン』のピアノ譜

題名の意味は色々に訳されている。ヴェクサシオンには「嫌がらせ」「癪の種」という意味もある。その他にも、「自尊心を傷つけるもの」という意味だと書く書籍もある。52拍からなる1分程度の曲を840回繰り返す曲である。
サティによる楽譜には「このモチーフを連続して840回繰り返し演奏するためにはあらかじめ心の準備が必要だろう もっとも深い沈黙と真剣な不動性の姿勢によって」と書かれている。
繰り返しありで世界一長いピアノ音楽だが、メトロノーム記号によるテンポの指定がないため、全曲で18時間から25時間まで幅がある。ただし、J. S. バッハ『音楽の捧げもの』（BWV 1079）の「無窮カノン canon perpetuus」、ショパンのマズルカ作品7-5や作品68-4、サティの「スポーツと気晴らし」中の第16曲「タンゴ」のように終わりがなく永遠に繰り返しされる曲や、ジョン・ケージの「ASLSP」のように演奏時間を約639年も故意にかけるものが、楽譜化されたより長い曲として存在する。

## 作曲時期
正確なことは不明であるが、1895年頃ではないかと推測されている。ただし、1892-93年と書いている文献も存在する。

## 出版
「祈り」、「ヴェクサシオン」、「ハーモニー (3つの断片)」の3曲をロベール・キャビ―が『神秘的なページ』という題名をつけてまとめ、1969年にパリのマックス・エシク社から公刊した。これらのうち、「祈り」と「ハーモニー」はキャビーがフランス国立中央文書館に保管されていたサティのワークブックから発見してきた断片で、共にキャビ―による命名である。元々、これら3曲には何の関係性もない。日本国内では、高橋アキが校訂した「エリック・サティピアノ全集」(全音楽譜出版社)の第2巻に含まれている。

## 作曲技法
作曲にあたって、サティは次の数列 (リュカ数) を利用したと考えられている。
Ln = 2,1,3,4,7,11,18,29,47,...
この数列は、L0=2、L1=1、Ln+2=Ln+1+Ln で定義されている。
和声付けされた旋律が3声部からなっていること、バスのテーマが11音から構成されていること、18種の和音からなっていること、29個の音で構成されていること、繰り返しの回数である840は、上記の数列のうち、1から322までの総和であることなど、この数列を利用したらしき形跡がある。

## 演奏
1963年9月9日、ニューヨーク・ポケット・シアターでジョン・ケージらによって初演された。この時は10人のピアニストと2人の助っ人が夕方6時から演奏を開始し、翌日の午後0時40分まで演奏をし続けた。
その数年後の1967年10月には、イギリスの音楽学者リチャード・トープがドルリー・レーンのアーツラボで約24時間にわたる演奏を行った。これがこの作品における初めてのソロ演奏である。
ピアニストのピーター・エヴァンスは1人で演奏しようとしたが595回弾いたところで幻覚症状に陥って演奏をやめている。演奏時間は約15時間。
日本初演は、1967年12月31日昼前に東京・アメリカ文化センターで始められ、年越しをして1968年1月1日朝に終了した。演奏に参加したのは、一柳慧、石井真木、湯浅譲二、ロジャー・レイノルズ、水野修孝、黛敏郎ら16人である。
その後もごくたまにではあるが完全に演奏されることがある。1975年から秋山邦晴が企画した「異端の作曲家エリック・サティ連続演奏会」の中でも全曲演奏が行われた。この時には演奏に約13時間かかった。演奏には全部で40人が参加、音楽学生や演奏家(高橋アキら)の他にも、柴田南雄、入野義朗、武満徹、黛敏郎、石井真木、三宅榛名、近藤譲、坂本龍一らが参加している。
2004年5月5日放送のフジテレビ系『トリビアの泉』でも紹介され、3月24日正午12時から、東京都渋谷区にある白寿ホールで実際にピアニスト（神田晋一郎、上雅子、安西彩絵の各奏者）が50回毎の交替で演奏したところ、全て弾き終えるのに18時間18分かかった。
2020年5月30日には、ドイツ・ロシアのピアニストイゴール・レヴィットがベルリンで演奏し、15回の休憩を挟んで15時間28分で弾き終えた。ライブは無観客で、Periscopeを通じて配信された。楽譜は予め840枚用意され、1枚弾き終えたらそれを床に落とす方式が取られた。
2021年2月3日には、八ヶ岳南麓の清里にあるオルゴール博物館「ホール・オブ・ホールズ」にて、12名の演奏家、作曲家らによる演奏が行われ 23時間19分で演奏し終えた。演奏者は、福井真菜、岩田渉、山本雅一、山本かおり、吉原太郎、山口敬太郎、三枝数也、川乃さちこ、山本護、横山智加、小松原俊一、佐竹あゆみ。 使用された楽器は、ピアノ、ホルン、トランペット、チェロ、コントラバス、鍵盤ハーモニカ、ヴォイス、オルガネッタ（手回しオルガン）、オルガニート （手回しオルゴール）。
2021年3月、岩田渉はベルギーのレーベルOffのAlain Lefebvreとともに次のようなコンセプトをたてた：21人のアーティストがそれぞれ40回ずつ曲を録音し、エリック・サティが要求した合計回数に到達する。彼らが行なった参加者への依頼は以下のようなものである：「自分の好きな楽器、好きなテンポ、好きなアレンジで40回演奏してください。」
日本、ベルギー、ウクライナ、フランス、イギリス、スイスの21人のアーティストがこれに応え、ピアノ（エフェクトをかけたもの、立体音響など、様々なもの）、メロディカ、ボーカル、フルート、パーカッション、尺八、フレンチホルン、バイオリン、コンピューター、オルガネッタ、ギターなどでそれぞれのバージョンを録音した。
All the 21 recordings - Bandcamp
2024年2月、現代アーティストの小野田藍によって全曲が単独演奏された。東京・恵比寿のgallery and shop 山小屋にて2月17日の午前11時から翌18日の午前7時頃まで演奏された。小野田は、途中休憩を挟まず、おむつを履き、左手だけで演奏するパートの際に水を飲んだり、おやつを食べた。コピーした楽譜を840枚用意し、一曲終わるごとに床に落としていった。使用された楽器はRhodes Mark-Ⅱ Stage Piano 54（ローズ・ピアノ）。演奏はアーキビストの中川陽介によって撮影・録音され、記録された。